# Larix occidentalis
Larix occidentalis, el alerce americano occidental o, simplemente, alerce occidental, es una especie arbórea perteneciente a la familia de las pináceas, originaria de las montañas de Norteamérica occidental, en Canadá en el sureste de la Columbia Británica y el suroeste de Alberta, y en los Estados Unidos en el este de Washington, este de Oregón, norte de Idaho y oeste de Montana.

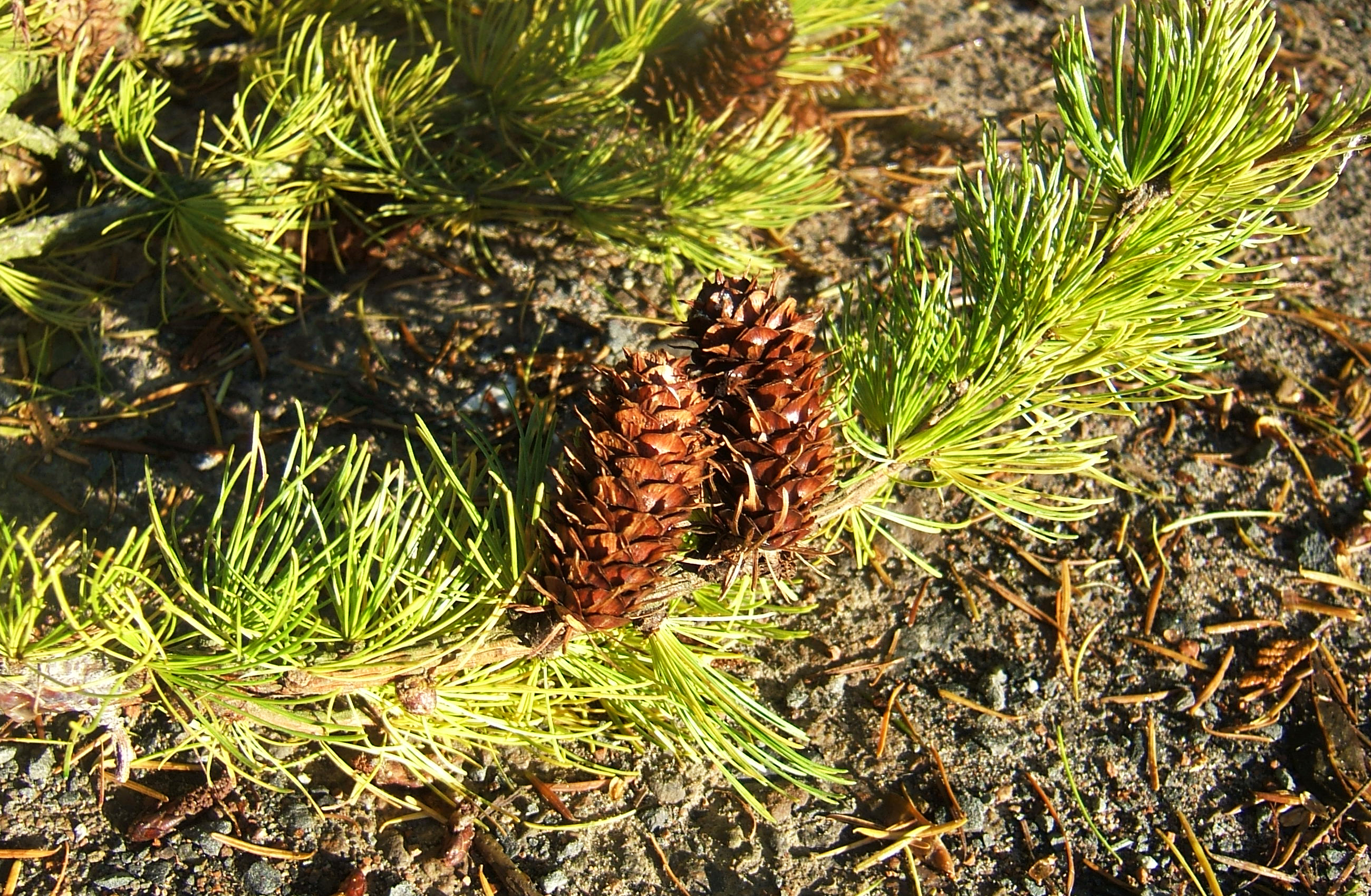
Hojas y conos maduros.

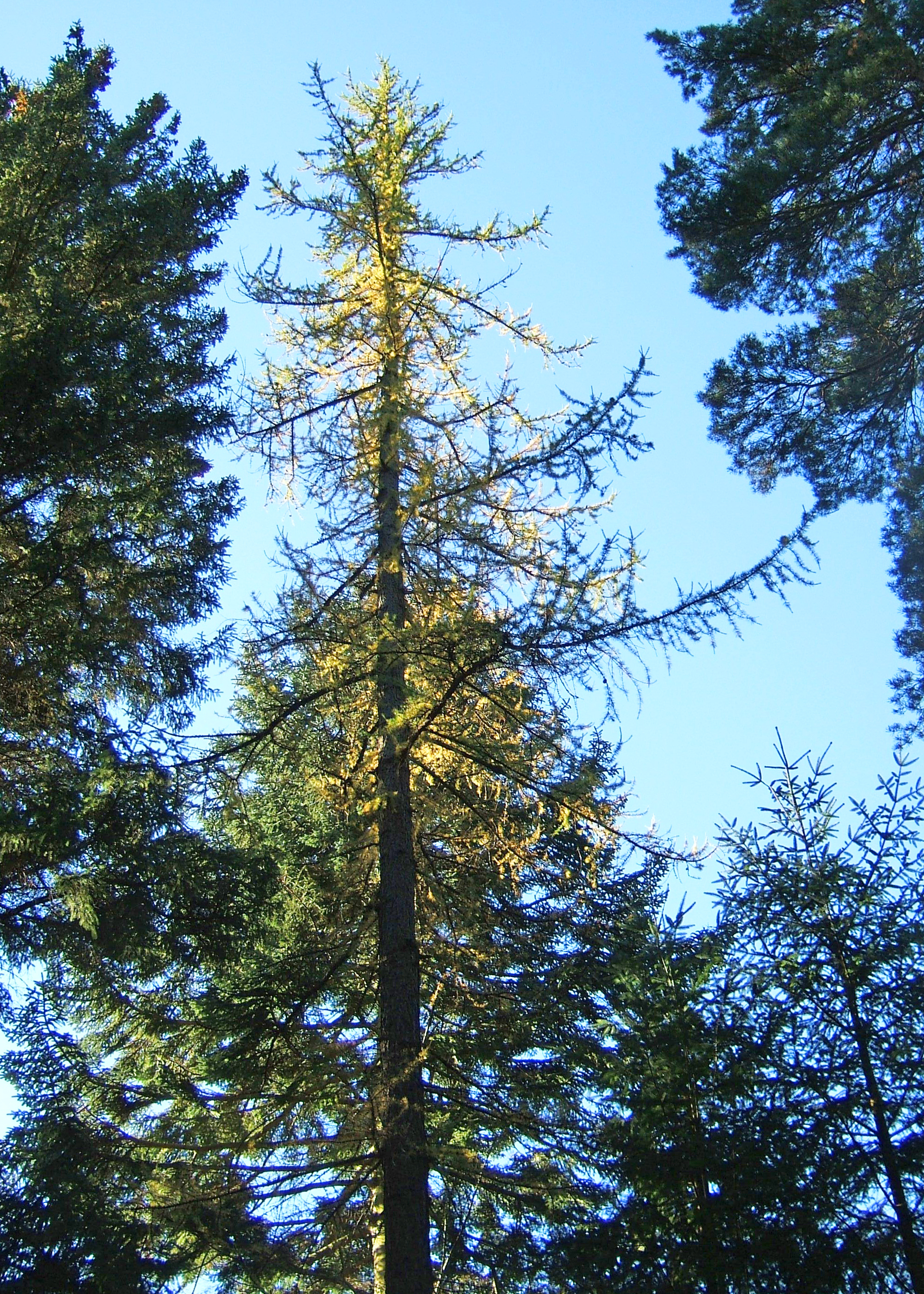
Árbol en el otoño

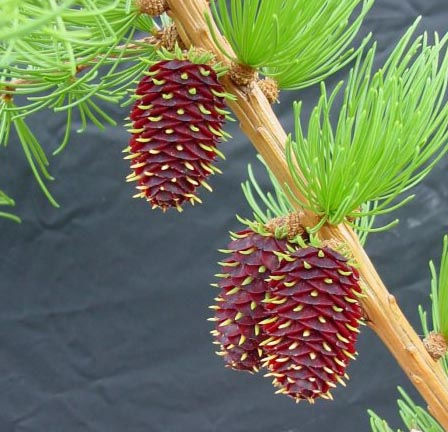
Hojas y conos inmaduros en primavera

## Descripción
Es una gran conífera caducifolia que llega a 30-60 m de alto, con un tronco de hasta 1,5 m de diámetro. La coronación es estrechamente cónica; las ramas laterales a menudo caen. Los brotes son dimórficos, con el crecimiento dividido en brotes largos (típicamente 10-50 cm de largo) y con pocas yemas, y brotes cortos de solo 1-2 mm de largo con una simple yema. Las acículas son de verde claro, 2-5 cm de largo y muy delgadas; se vuelven de un amarillo brillante en el otoño, dejando los brotes pálidos de pardo anaranjado desnudos hasta la primavera siguiente. 
Crece a 500-2.400 m s. n. m. y es muy tolerante al frío, capaz de sobrevivir a temperaturas invernales de hasta menos 50 °C. Solo crece en suelos bien drenados, evitando los encharcados.
Las semillas son comida importante para algunos pájaros, incluyendo las especies Carduelis pinus, Carduelis flammea y Loxia leucoptera.

## Usos
Algunas tribus indias beben una infusión de brotes jóvenes para tratar la tuberculosis y la laringitis. Los pueblos indígenas solían mascar la goma producida por el árbol así como comer el cambium y la savia.
La madera es dura y perdurable, pero también flexible en tiras finas y se la aprecia especialmente en la construcción de yates; la madera usada para esto debe estar libre de nudos, y solamente puede obtenerse de árboles viejos que fueron podados de jóvenes para eliminar las ramas laterales. Pequeños palos de alerce se usan ampliamente para hacer vallas rústicas.
La madera es muy apreciada como leña en el Noroeste del Pacífico donde se le llama normalmente "Tamarack," aunque es una especie diferente al alerce oriental que es al que suele llamarse en inglés Tamarack. La madera se queda con un olor dulce y un distintivo ruido.
El alerce occidental se usa para la producción de trementina.

## Taxonomía
Larix occidentalis fue descrito por Thomas Nuttall y publicado en The North American Sylva 3: 143, pl. 120. 1849.
Etimología
Larix: nombre genérico que proviene del término latíno larix que significa "alerce, lárice".
occidentalis: epíteto latíno que significa "de occidente"
Sinonimia
- Larix americana var. brevifolia Carrière
- Pinus nuttallii Parl.[7]